# تروي كيت
تروي كيت (بالإنجليزية: Troy Cate)‏ هو لاعب كرة قاعدة أمريكي، ولد في 21 أكتوبر 1980 في فالبروك في الولايات المتحدة.

## وصلات خارجية
- تروي كيت على موقع دوري كرة القاعدة الرئيسي (الإنجليزية)
- تروي كيت على موقعبيزبول رفرنس.كوم (الدوري الرئيسي) (الإنجليزية)
- تروي كيت على موقعبيزبول رفرنس.كوم (الدوري الثانوي) (الإنجليزية)